# Talliéré-Ikori
Pour les articles homonymes, voir Talliéré.
Talliéré-Ikori, également orthographié Taliéré-Ikori ou Taléré-Ikori, est une commune rurale située dans le département de Nako de la province du Poni dans la région Sud-Ouest au Burkina Faso.

## Géographie
Talliéré-Ikori est situé à environ 10 km au sud-est de Nako, le chef-lieu du département, et à 5 km à l'est de la frontière ghanéenne.

## Santé et éducation
Talliéré-Ikori accueille un centre de santé et de promotion sociale (CSPS) tandis que le centre hospitalier régional (CHR) de la province se trouve à Gaoua.